# 차승 백
차승 백(영어: Cha-seung Baek, 영어 발음: /ˌtʃaʊ ˌsʌŋ ˈbɛk/, 1980년 5월 29일~)은 대한민국 출신 미국의 야구인이다. 한국어 이름은 백차승(白蹉承)이며 2005년 미국 시민권을 얻으며 대한민국에서 미국으로 귀화했다. 선수 시절 포지션은 투수였다.

## 아마추어 선수 경력
송승준, 김사율과 함께 부산 지역 고교 야구 트로이카로 불렸으나 대한민국에서는 불의의 사건으로 인정받지 못했다. 부산고등학교 3학년 때인 1998년 9월 제 3회 아시아 청소년 선수권 대회에 참가했으나 2차 리그 대만전에서 5이닝 3실점한 뒤 팔꿈치가 아프다는 이유로 자진 강판을 요구했고, 감독의 1루 수비 지시를 무시하고 더그아웃으로 들어가 버렸다.
대회 후 1998년 9월 24일 대한야구협회는 상벌 위원회를 열어 그에게 무기한 자격 정지 중징계를 내렸다. 그는 하루 뒤인 1998년 9월 25일에 미국으로 건너가 시애틀 매리너스와 입단 계약을 맺었다. 부산고등학교 졸업 후 1999년 6월에 곧바로 팔꿈치 수술을 받았다.
이후 그의 무기한 자격 정지 조치는 2006년 WBC 차출 문제로 인한 KBO의 요청으로 완전히 해제되었다.

## 프로 선수 경력

### 시애틀 매리너스 1기
2004년에 시애틀 매리너스에 입단했다. 그에 앞서 양준혁이 해태 시절이던 1999년 시애틀 매리너스 이적을 타진해 1호 한국인 선수가 될 뻔 했지만 그 당시 FA 제도가 시행되기 직전이라 재정적으로 어려웠던 해태 측의 반대로 무산됐다. 2004년에 MLB에 승격되었고 그 해 MLB 7경기에 출장해 2승 4패를 기록했다.

### 샌디에이고 파드리스
2008년에 샌디에이고의 5선발로 등판해 역대 최고 성적인 6승 10패, 4점대 평균자책점을 기록했다. 일각에서는 부모의 국적을 따라 대표팀 출전이 가능한 2009년 WBC에 그를 대한민국 야구 국가대표팀에 선발하자는 의견도 있었으나 2008년 엔트리 구성 때 병역 기피 논란 때문에 대한민국 야구 대표팀에 합류하지 않았다.

### 시애틀 매리너스 2기
샌디에이고 파드리스로 돌아온 이후 2009년 팔꿈치 부상이 재발해 단 1경기에도 출장하지 못했고, 10월에 매리너스에서 방출됐다.

### 유마 스코피언스
2010년 5월 10일에 미국 독립 리그에 소속된 구단 유마 스코피언스에 입단했다.

### 오렌지 카운티 플라이어스
전반기를 마친 후 2010년 7월 17일 오렌지 카운티 플라이어스로 이적했다. 2010년에 친정 팀 시애틀 매리너스에 복귀하려 했으나 팔꿈치 때문에 무산됐다.

### 오릭스 버펄로스
2011년 11월 일본 프로 야구 팀 오릭스 버펄로스에 입단했지만 2012년 시즌 1군 등판이 한 번도 없었고 2012년 10월 5일에 방출됐다.

### 무사시 히트 베어스
2015년 홋카이도 닛폰햄 파이터스의 스프링 캠프장에 찾아가 입단 테스트를 받았지만 불합격했던 차승 백은 2015년 4월 10일 일본 베이스볼 챌린지 리그 팀인 무사시 히트 베어스에 입단했다.

### 지바 롯데 마린스
2015년 7월 28일 지바 롯데 마린스의 입단 테스트에 참가했고 2일 뒤인 7월 30일 정식 입단했다. 그는 지바 롯데 마린스와 연간 500만 엔(약 4487만 원)을 받는 계약을 체결했고 등번호로 55번을 받았으며 등록명으로 가타카나로 표기한 백차승(일본어: ベク・チャスン 베쿠자슨[*])을 선택했다. 그는 이스턴 리그에서 4경기를 소화했고 1군에 진출하지 못한 채 지바 롯데 마린스에서 방출됐다.
롯데를 떠난 이후 2015년 11월 한신 타이거스의 입단 테스트를 받았으나 탈락했고 2016년 선수 경력을 마감했다.

## 지도자 경력
차승 백은 2018년 4월 두산 베어스와 3개월 동안 2군 투수 인스트럭터로 일하는 계약을 체결하며 야구 지도자 경력을 시작했다. 2022년 NC 다이노스의 투수 인스트럭터로 활동했고 2023년 창원 다이노스의 투수코치로 활동했다.

## 개인사
차승 백은 2005년 4월에 미국 시민권을 얻으며 대한민국에서 미국으로 귀화했다. 당시 2004년 대한민국 야구계에 있었던 병역 파동으로 인해 그는 병역을 회피하기 위해 미국 시민권을 얻었다는 비판을 받았다. 이로 인해 2009년 WBC 엔트리 구성 때 대한민국 야구 국가대표팀 합류 여부에 관해 논란이 있었고 그는 최종적으로 대한민국 야구 대표팀에 합류하지 못했다. 백은 이후 2012년 인터뷰에서 자신은 병역 회피를 위해 미국 시민권을 취득한 것이 아니라고 말했다. 2016년 대한민국 국적 회복을 위한 소송을 제기했지만 법원은 원고 패소 판결을 내렸다.
2019년 SBS에서 만든 야구 드라마 스토브리그의 등장 인물들 중 한 명인 대한민국계 미국인 야구 선수 로버트 길(길창주)의 모티브가 된 인물로 여겨지고 있다.

## 출신 학교
- 부산 중앙초등학교
- 부산중학교
- 부산고등학교

## 같이 보기
- 대한민국 출신 메이저 리그 베이스볼 선수 목록